# Bompres

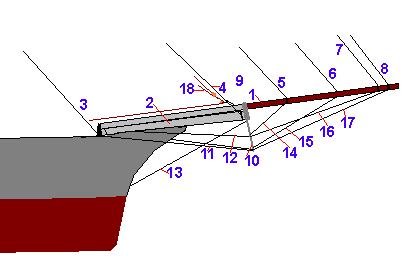
Bompres

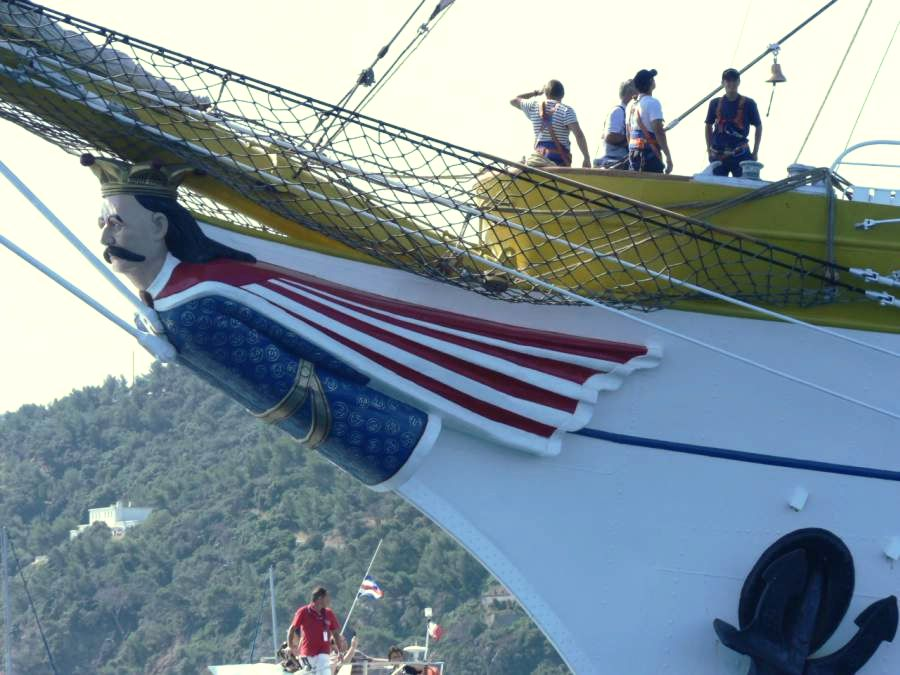
Galionul bricului Mircea este fixat sub bompres

Bompres se numește un arbore de dimensiuni reduse fixat la prova unui velier în poziție orizontală sau puțin înclinată, servind ca suport al straiurilor pe care sunt învergate focurile (velele triunghiulare de la prova).
La navele din lemn, bompresul se compunea coloana fixată pe un călcâi și asigurată cu un cerc metalic, denumit gamon și prelungită cu bastonul și cu săgeata.
Bompresul este asigurat cu manevre fixe: sarturi laterale, mustăți ce trec pe la extremitatea unui scondru, denumit antenă.
La partea inferioară, bompresul este asigurat de o subarbă, întinsă cu ajutorul martingalei, iar la cea superioară de straiuri pe care se înverghează focurile.
Sub bompres sunt fixate niște scânduri cu găuri, denumite viorile bompresului, prin care trec straiurile.
La navele metalice, bompresul este format dintr-o singură bucată, iar manevrele fixe sunt confecționate din tije metalice.
Sub bompres se află țapapii pentru gabieri și, uneori, o plasă de siguranță.
Sub bompres există un bust ornamental denumit galion. La Bricul Mircea, galionul reprezintă figura lui Mircea cel Bătrân.